# Cattleya walkeriana
Cattleya walkeriana är en orkidéart som beskrevs av George Gardner. Cattleya walkeriana ingår i släktet Cattleya och familjen orkidéer. Inga underarter finns listade i Catalogue of Life.

## Bildgalleri

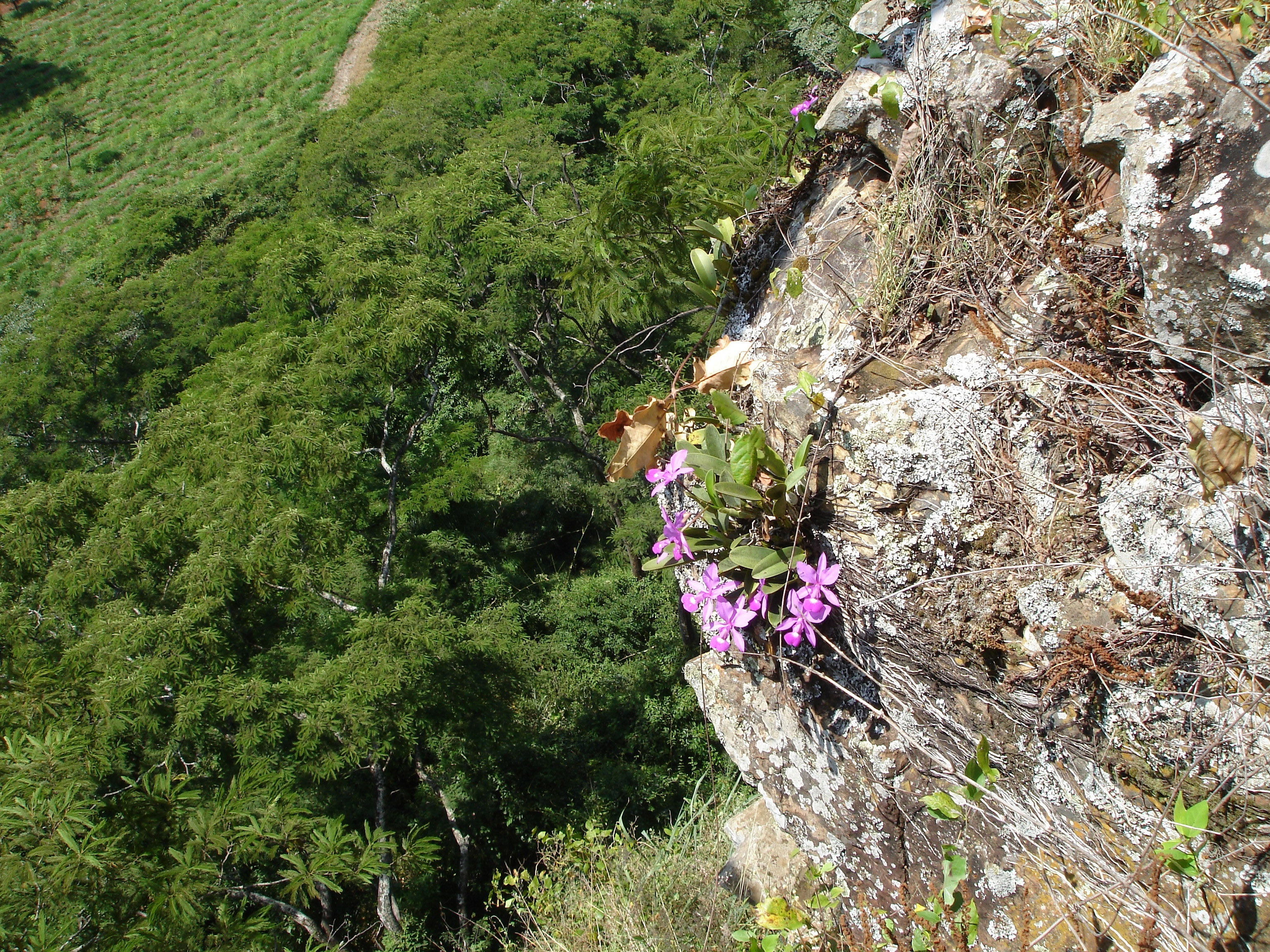
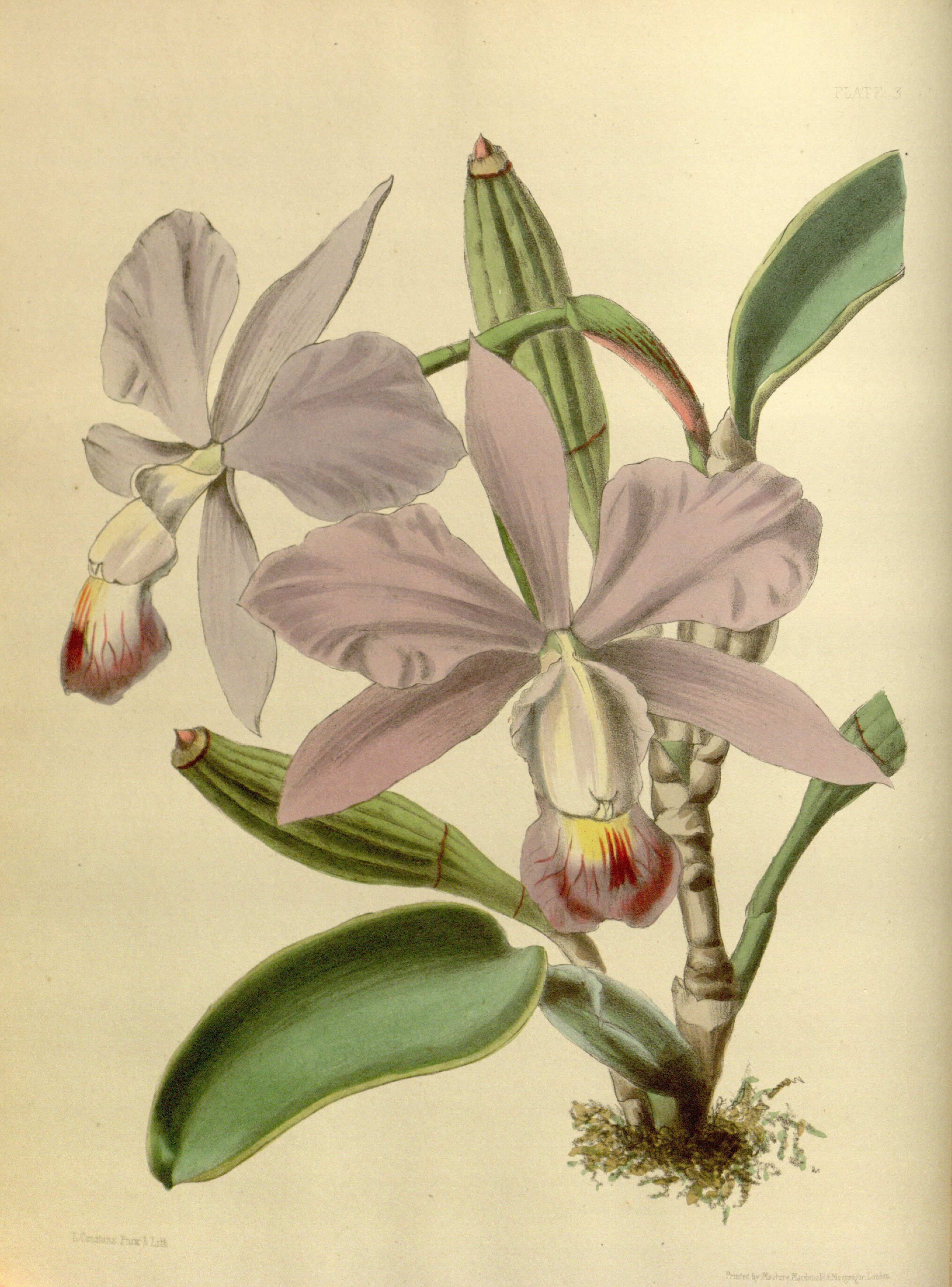
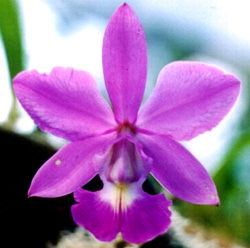
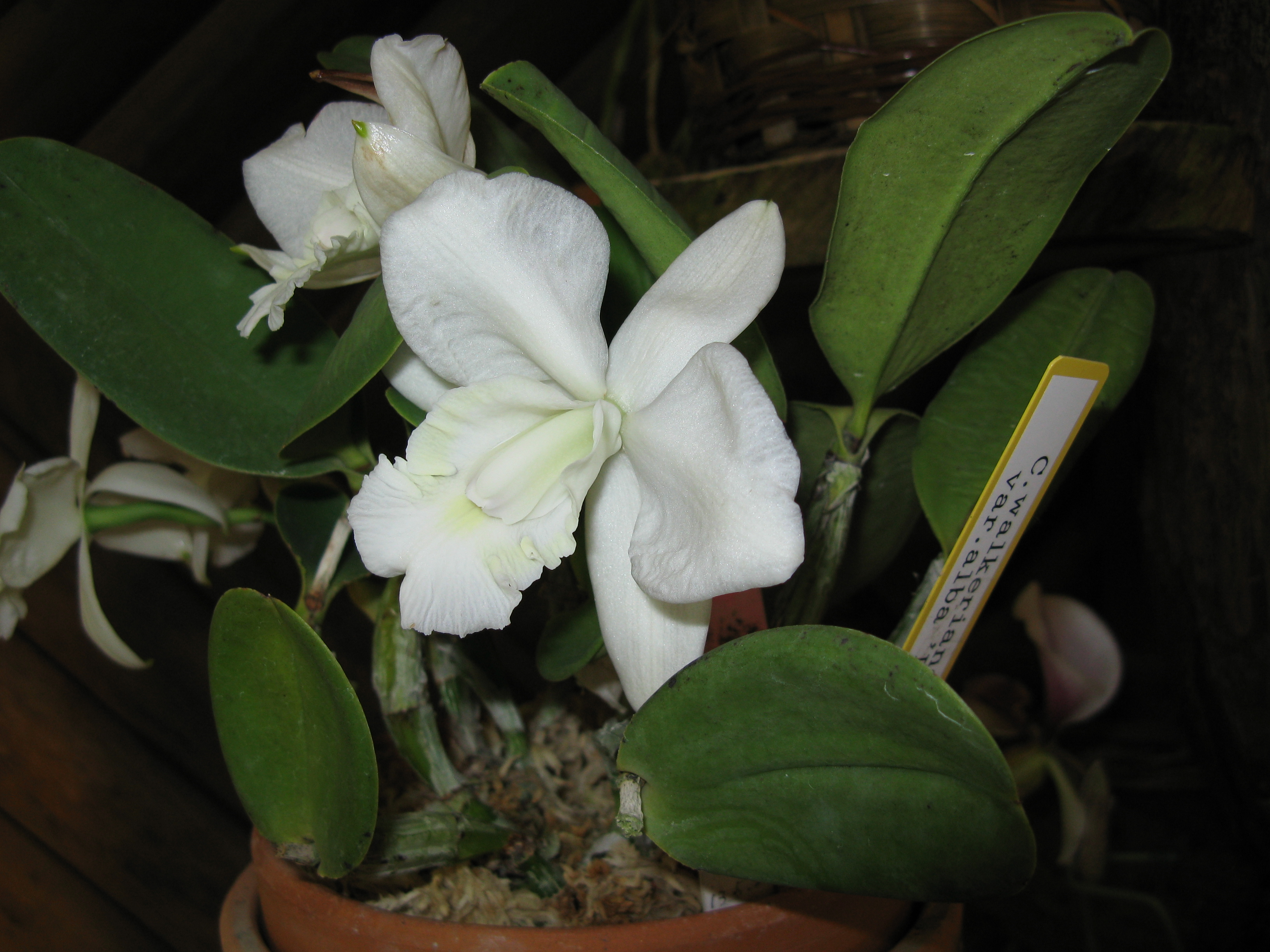
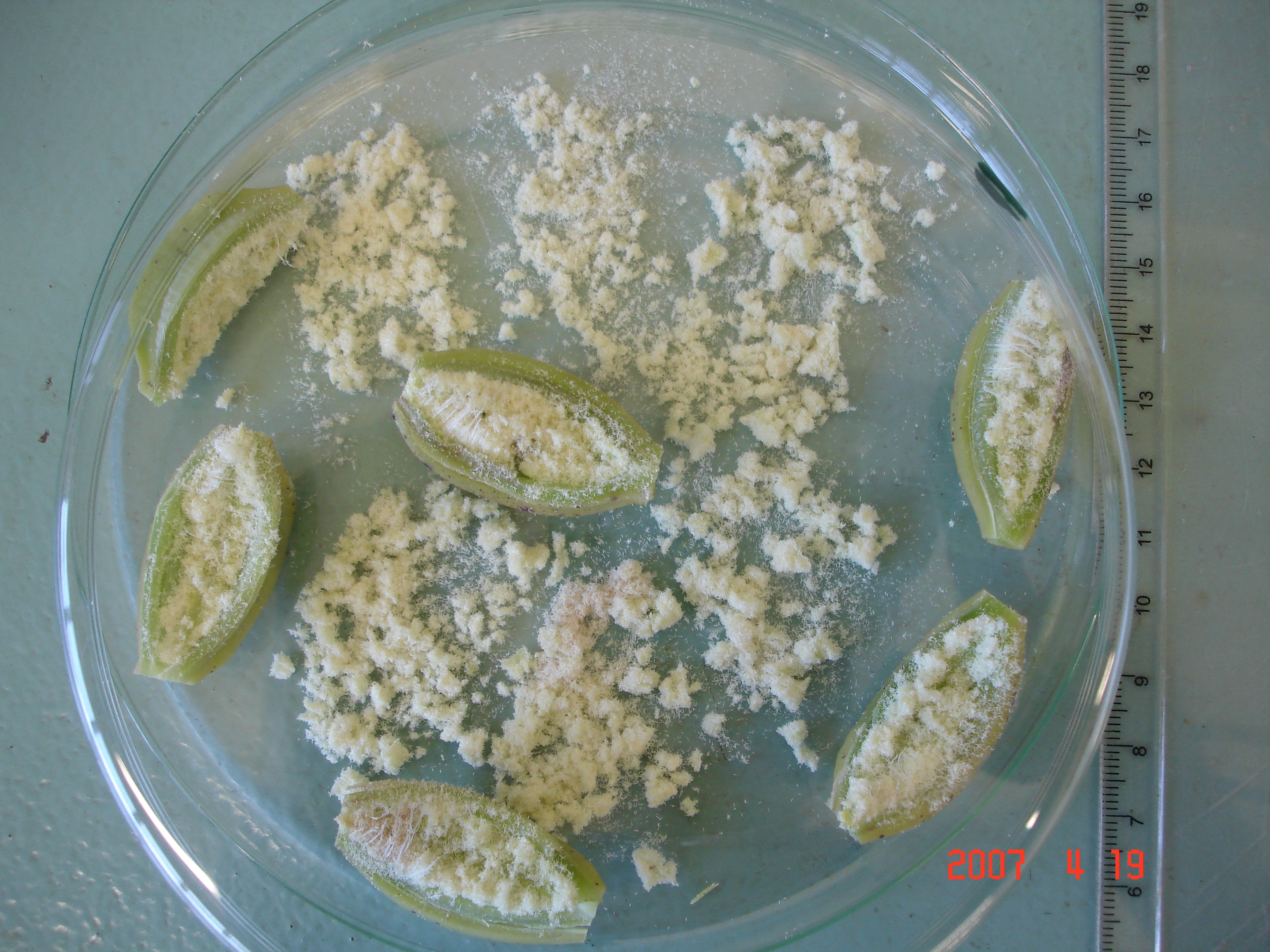
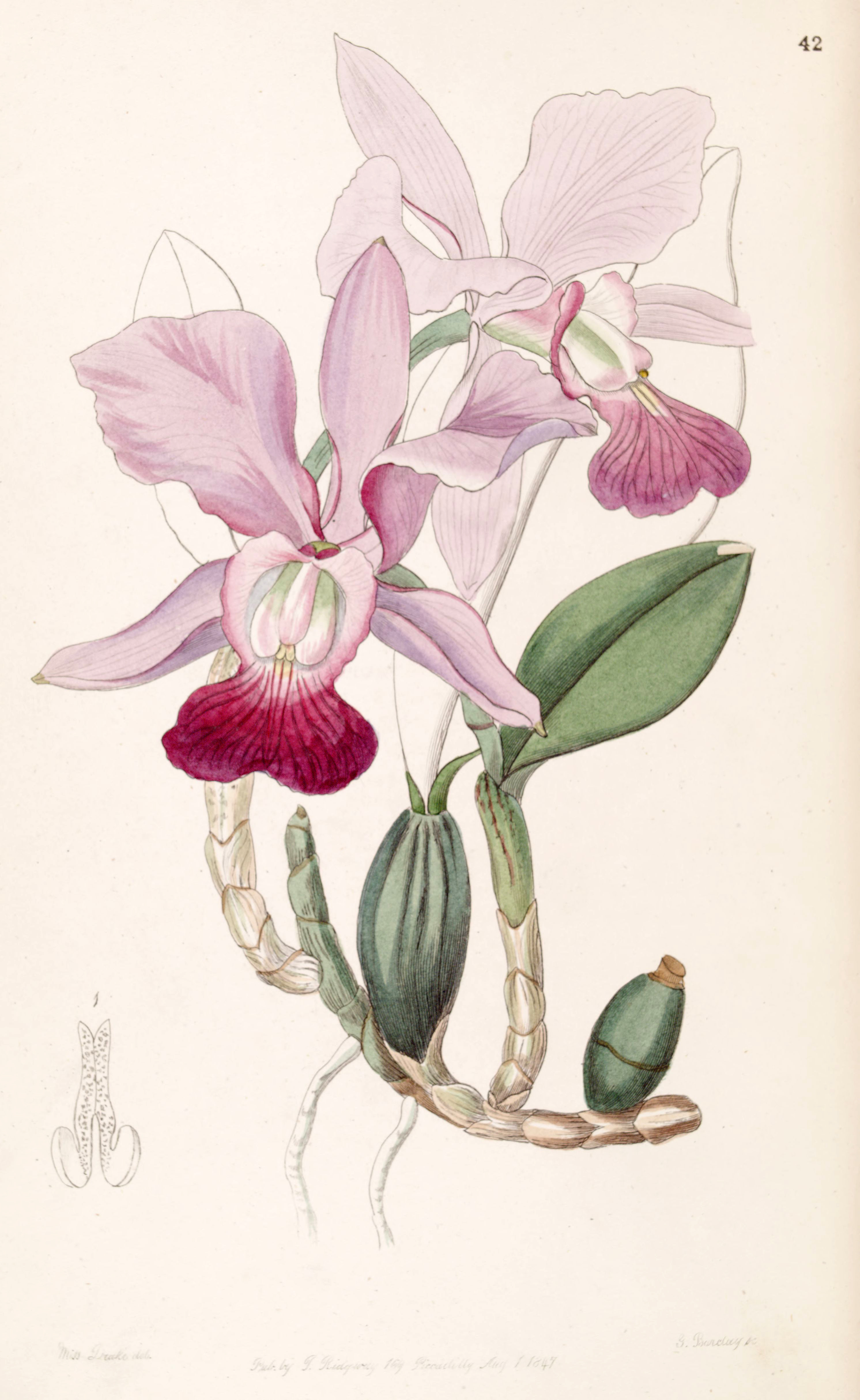